# Smithville (Ohio)
Smithville es una villa ubicada en el condado de Wayne en el estado estadounidense de Ohio. En el Censo de 2010 tenía una población de 1252 habitantes y una densidad poblacional de 388,59 personas por km².

## Geografía
Smithville se encuentra ubicada en las coordenadas 40°51′43″N 81°51′35″O / 40.86194, -81.85972. Según la Oficina del Censo de los Estados Unidos, Smithville tiene una superficie total de 3.22 km², de la cual 3.21 km² corresponden a tierra firme y (0.48%) 0.02 km² es agua.

## Demografía
Según el censo de 2010, había 1252 personas residiendo en Smithville. La densidad de población era de 388,59 hab./km². De los 1252 habitantes, Smithville estaba compuesto por el 97.76% blancos, el 0.88% eran afroamericanos, el 0.4% eran amerindios, el 0.64% eran asiáticos, el 0% eran isleños del Pacífico, el 0% eran de otras razas y el 0.32% pertenecían a dos o más razas. Del total de la población el 1.28% eran hispanos o latinos de cualquier raza.